# Xavier Léon-Dufour
Xavier Léon-Dufour (París, 7 de marzo 1912–13 de noviembre de 2007) fue un teólogo bíblico jesuita francés. Fue profesor de la Biblia en el centro Sèvres y director de colecciones en éditions du Seuil y éditions du Cerf.
En los años 1948-1957 fue profesor de la Santa Biblia en la facultad teológica jesuita de Enghien en Bélgica. Desde allí, se mudó a Lyon-Fourvière. Fue consultor de la Comisión Pontificia Bíblica en Roma y miembro de la sociedad de estudio del Nuevo Testamento: Studiorum Novi Testamenti Societas. Publicó en revistas teológicas: "Recherches de Science Religieuse" y "New Testament Studies".
Es conocido por su Vocabulary of Biblical Theology, publicado en 1962, una obra que sigue siendo, cincuenta años después, un libro de referencia para estudiantes de teología. Ha realizado un trabajo importante en los evangelios sinópticos y en el evangelio según Juan. Participó en las controversias doctrinales que siguieron al Concilio Vaticano II.
Xavier Léon-Dufour tomó la decisión de convertirse en sacerdote a la edad de 17 años. Mientras era sacerdote, fue una resistencia en la red del suroeste durante la Segunda Guerra Mundial.
Fue presidente de la Studiorum Novi Testamenti Societas en 1980.

## Obras
- X. Léon-Dufour; Kazimierz Romaniuk (1994). Słownik teologii biblijnej (4 edición). Poznan: Pallottinum. ISBN 83-7014-224-9.
- K. Romaniuk (1981). Słownik Nowego Testamentu (II edición). Poznan: Wydawnictwo Św. Wojciecha. ISBN 83-7015-048-9.
- Dorota Szczerba; Kraków (2007). Ewangelia – wezwanie do działania i modlitwy. Wydawnictwo Salwator. ISBN 978-83-60703-36-6.
- Les évangiles et l'histoire de Jésus. París: Editions du Seuil. año. pp. 526. y su versión en inglés: J.H. McHugh (1968). The Gospels and the Jesus of History. Londres: Collins. p. 288.
- Résurrection de Jésus et message pascal. París: Editions du Seuil. 1971. p. 389.
- Los milagros de Jesús según el Nuevo Testamento. (Editor). Ediciones Cristiandad. Madrid. 1979.
- Le partage du pain eucharistique selon le Nouveau Testament. París: Editions du Seuil. 1982. p. 372.
- Lecture de l'évangile selon Jean. 1-4. París: Editions du Seuil. 1988-1996.